# Tiêu khiển

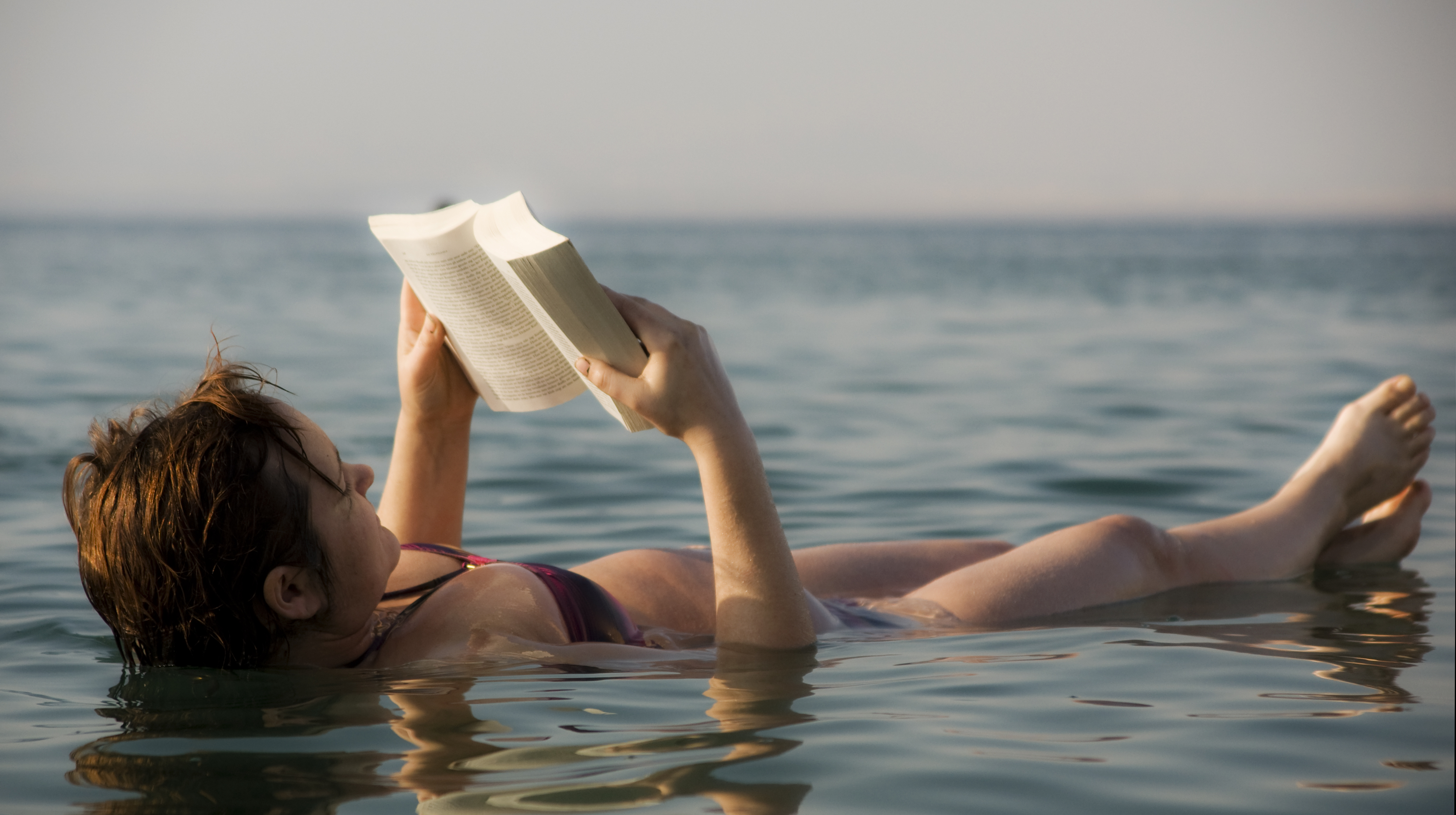
Một phụ nữ đọc sách khi tắm biển

Tiêu khiển hay thú vui tiêu khiển được hiểu là việc làm cho tâm trạng thoái mái bằng những thú vui chơi giải trí nhẹ nhàng, nó là một yếu tố thiết yếu của con người về mặt sinh học và tâm lý học nhằm hướng đến niềm vui.

## Hình thức và hoạt động

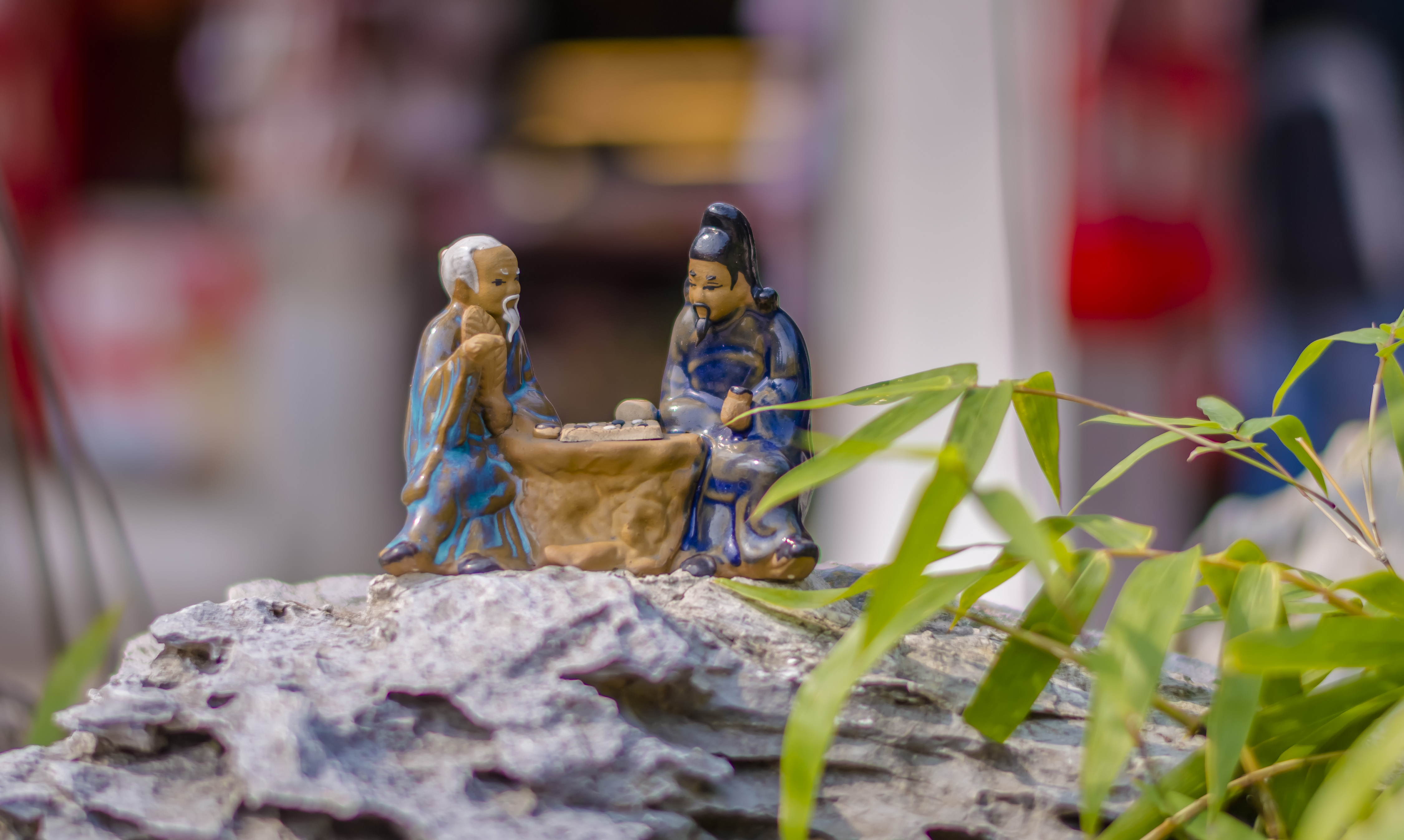
Tượng nhỏ hai ông lão đánh cờ ở Việt Nam, một thú tiêu khiển tao nhã ngày xưa

Tùy theo từng người, nhóm xã hội, tâm trạng, hoàn cảnh mà người ta có những trò tiêu khiển khai thú tiêu khiển khác nhau. Những hoạt động giải trí đơn giản như nghe nhạc, vẽ vời, uống trà thưởng nguyệt cũng được xem là thú vui tiêu khiển. Một số tầng lớp những người giàu có, thành đạt thường có những thú tiêu khiển độc đáo và khá tốn kém như nuôi chó Tây, chim hiếm, cá cảnh độc, nuôi trăn khổng lồ, rắn độc, gấu, hổ, cá sấu, ăn uống dát vàng hoặc có những bộ sưu tập đắt tiền chơi những môn thể thao, lập kỷ lục... hoặc một số trò tiêu khiển khác người thậm chí là quái đản, dị hợm. Nhìn chung, thú tiêu khiển có thể là bất kỳ hoạt động giải trí nào gắn liền với sở thích, tính cách của người thực hiện. Tuy nhiên, khi nhắc đến thú vui tiêu khiển, trong hình dung của người Việt Nam thường xuất hiện những hình thức giải trí theo xu hướng tiêu cực để đem lại niềm vui ngắn hạn.